# Mörsenbroicher Ei
Das Mörsenbroicher Ei (mit Dehnungs-i in der Endsilbe -broicher, gesprochen -broocher [ˈbʁoːχɐ]) wird im Volksmund eine der größten niveaugleichen Straßenkreuzungen Deutschlands genannt, die nördlich an den Innenstadtbereich der Landeshauptstadt Düsseldorf grenzt. Über den 1,2 Hektar großen Verkehrsplatz werden drei Bundesstraßen und drei weitere Durchgangsstraßen verknüpft. Das Ei ist – abgesehen von Kraftfahrstraßen – einer der meistbefahrenen Knotenpunkte Deutschlands und in Nordrhein-Westfalen wegen ganztägig zugestauten Einmündungen und zähfließendem Verkehr weit über die Stadtgrenzen hinaus bekannt.

## Öffentliche Wahrnehmung
Das Ei ist bei Pendlern eine gefürchtete Staufalle. Durch die Vielzahl an Hauptverkehrsstraßen und die Nähe ihres Zusammentreffens gibt es ein besonders hohes Verkehrsaufkommen, weswegen es auch außerhalb der Hauptverkehrszeiten zu langen Staus kommt. Der Verkehr ist abgesehen von den späten Abendstunden und der Nacht nahezu immer zähflüssig, sogar an Wochenenden. Die drei großen Einmündungen (Nördlicher Zubringer, Brehmstraße und die beiden der Ost-West-Achse) haben von 70 Sekunden Ampelintervall nur 20 Sekunden Grün.
Namensgebend ist die Lage im Stadtteil Mörsenbroich, wobei die südliche Hälfte der Ost-West-Achse zum Stadtteil Düsseltal gehört.
Der Namensbestandteil „Ei“ stammt aus nicht realisierten Planungen zur Verbesserung der Verkehrsführung. Einem in einer Denkschrift von 1955 skizzierten Konzept folgten Detailpläne, die den Bau einer in Form eines Ovals geschlossenen Hochbrücke präzisierten. Über diese Brücke sollten Autos auf einer zweiten Ebene von den übrigen Verkehrsteilnehmern (Straßenbahnen, Fahrradfahrer, Fußgänger) getrennt in einen Kreisverkehr den Knotenpunkt passieren.
Das Ei hat nie die Widmung zum Platz erhalten und sein Name findet sich auch nicht in den Katasterdokumenten. Straßenrechtlich handelt es sich, wenn vom Ei gesprochen wird, um das Gesamterscheinungsbild einer Nord-Süd-Verbindungsstraße (Münsterstraße) sowie einer Nord-Süd-Achse (Brehmstraße/Sankt-Franziskus-Straße), die im Abstand von 70 Metern von der einzigen innerörtlichen Ost-West-Achse Düsseldorfs (im Kreuzungsbereich: Grashofstraße) geschnitten werden (die beiden weiteren Ost-West-Achsen sind außerorts: die A 44 nördlich vom Ei und die A 46 im Düsseldorfer Süden), sowie zwei weiteren Einmündungen in unmittelbarer Nähe dieser beiden Schnittpunkte.

## Individualverkehr
Über das Mörsenbroicher Ei fließt fast der gesamte Verbindungs- und Pendlerverkehr aus dem mittleren und westlichen Ruhrgebiet sowie der gesamte Verkehr zwischen der Innenstadt und den nördlichen Stadtteilen Rath und Mörsenbroich.

### Beschreibung des Knotenpunktes
Das Mörsenbroicher Ei besteht genau genommen aus zwei Teilkreuzungen: Östlich treffen
- die Brehmstraße aus südlicher Richtung (B 8),
- die Heinrichstraße aus südöstlicher Richtung (B 7) und die
- die Sankt-Franziskus-Straße (L 455) aus nordöstlicher Richtung

zusammen. 30 m vor dem Schnittpunkt mündet außerdem der Mörsenbroicher Weg (K 7) in die L 455, deren Einmündungsbereich zum Ei zugerechnet wird.
Im westlichen Teil kreuzen sich die
- Heinrichstraße aus südöstlicher Richtung (B 7),
- Grashofstraße aus nordwestlicher Richtung (Fortsetzung der Heinrichstraße; B 1, B 7 und B 8) sowie
- Münsterstraße aus Südwest kommend noch als L 455 geführt, nach Nordnordost gehend dann als K 2.

Knapp 90 m westlich der westlichen Kreuzung zweigt die B 1 über die vierstreifige Straße Nördlicher Zubringer nach Nordnordwest ab und geht heute nach etwa einem Kilometer in die sechsstreifige Autobahn A 52 über. Aufgrund des weggefallenen Fahrstreifens kommt es in der Einmündung des nördlichen Zubringers ins Ei besonders häufig zu langen Staus. Im Volksmund wird der nördliche Zubringer häufig für die gesamte Strecke bis zum heutigen Autobahnkreuz Breitscheid, die seit 1937 Düsseldorf mit der heutigen A 3 verbindet, verwendet.
Die Ost-West-Achse (B 1, B 7, B 8) bildet außerdem den nördlichen Teil des – ebenfalls des nur in seinem Gesamtwirken so genannten – Lastrings. Die Achse trifft am Ei auf die Brehmstraße (B 8), welche den östlichen Teil des Rings darstellt.

## Öffentlicher Nahverkehr
Das Mörsenbroicher Ei ist auch ein wichtiger Knotenpunkt des ÖPNV. Die Haltestelle Heinrichstraße wird von der Stadtbahnlinie U71, den Straßenbahnlinien 701 und 708, der Schnellbus-Linie SB55 und sieben weiteren Buslinien bedient. Die Bahn- und Bussteige befinden sich südwestlich, an der Münsterstraße nordwestlich und an der Heinrichstraße nordöstlich des ARAG-Hochhauses, das auch von den Bahnen, deren Fahrt hier endet (alle Fahrten der Linie 708 und einige Fahrten der Linien U71 und 701), umfahren wird.

## Gebäude und Gewässer
Südlich des Knotens zwischen der Münster- und Brehmstraße steht das 2001 fertiggestellte ARAG-Hochhaus, das mit einer Höhe von 125 Meter das höchste Bürogebäude Düsseldorfs (Stand 25. Juni 2022) ist. Zuvor stand hier das 1963 bis 1966 erbaute Stufenhaus, welches 1991 bis 1992 wieder abgerissen wurde. Weitere sehenswerte Gebäude am Mörsenbroicher Ei, die auch unter Denkmalschutz stehen, sind das 1956 erbaute Ehemalige ARAG-Hauptverwaltungsgebäude und die 1928 bis 1929 gebaute katholische Kirche St. Franziskus Xaverius. Mit der evangelischen Dankeskirche gab es zwischen 1950 und 1960 eine zweite Kirche am Mörsenbroicher Ei, deren Standort ebenfalls mit dem des ARAG-Hochhauses übereinstimmt. An der südwestlichen Seite wurde eine Neubebauung mit kleingewerblicher Nutzung erstellt.
Der Kittelbach, ein Nebenarm der nördlichen Düssel, unterquert den Knotenpunkt in einem Tunnel. Östlich und westlich des Mörsenbroicher Ei wird er oberirdisch zwischen den beiden Richtungsfahrbahnen der Heinrich- und Grashofstraße geführt.

## Quelle
- Stefan Lage: Stau am Mörsenbroicher Ei. In: Harald Frater (Hrsg.): Der Düsseldorf Atlas. Emons, Köln 2004, ISBN 3-89705-355-1, S. 102–103.